# Agapito Iglesias
Agapito Carmelo Iglesias García (Noviercas, Soria, 7 de julio de 1963) es un empresario español.
Presidente de Codesport, expropietario del Real Zaragoza y responsable principal del hundimiento de este equipo. En tan solo seis años fue capaz de llevar un equipo asentado en primera plana del fútbol español a la liquidación tras dejar al equipo con deudas millonarias.  
A finales de los años 90 adquirió la empresa Codesport que se convertiría en la cabecera del grupo industrial que ha liderado en los últimos ocho años. Grupo Codesport está actualmente presente en las construcciones más representativas de Aragón.[cita requerida]
A finales de mayo del año 2006 se convirtió en máximo accionista del Real Zaragoza tras la compra de todas las acciones del entonces dueño Alfonso Soláns. Además, nombró como presidente del club a Eduardo Bandrés, que hasta entonces era el consejero de Economía, Hacienda y Empleo del Gobierno de Aragón.
En el primer año al frente de la empresa, el Real Zaragoza consiguió la sexta plaza en la Liga y el retorno a las competiciones europeas; en el segundo, bajó a la Segunda División española, y en el tercero, ascendió. Tras un comienzo de temporada titubeante el 30 de diciembre de 2009 el entonces presidente Eduardo Bandrés dimite de la presidencia pasando esta a ser ocupada por Agapito Iglesias.
En junio de 2012 vuelve a apartarse de la presidencia del club nombrando a Fernando Molinos como presidente ejecutivo del Real Zaragoza.
A finales de temporada, el club maño desciende a Segunda División. En julio de 2014, tras arduas negociaciones entre diversos posibles inversores, Agapito cedió el 72% de las acciones en su propiedad a la Fundación Zaragoza 2032., tras hundir un club que había competido en primera división varios años, siendo éste artífice del hundimiento del club.